# La Fare-en-Champsaur
La Fare-en-Champsaur è un comune francese di 440 abitanti situato nel dipartimento delle Alte Alpi della regione della Provenza-Alpi-Costa Azzurra.
Si trova nel Champsaur.

## Società

### Evoluzione demografica
Abitanti censiti